# Libya Montes
Libya Montes é um anel de montanhas em Marte, elevado por um impacto massivo que criou a bacia Isidis, a norte. Durante 1999, essa região se tornou uma das duas favoritas para o envio da agora cancelada Mars Surveyor 2001 Lander. A bacia Isidis é muito antiga. Assim, as montanhas que formam suas bordas conteriam algumas das mais antigas rochas disponíveis na superfície de Marte, e uma aterrissagem nesta região poderia potencialmente fornecer informações sobre as condições dos primórdios de Marte. Após terem se formado seguido ao impacto, os vales e montanhas Libya foram subsequentemente modificados e erodidos por outros processos, incluindo vento, crateras de impacto, e fluxo de água líquida que cravou vários pequenos vales.